# NGC 282
NGC 282 est une galaxie elliptique située dans la constellation des Poissons. NGC 282 a été découverte par l'astronome français Édouard Stephan en 1879.

## Caractéristiques
Sa vitesse par rapport au fond diffus cosmologique est de 6 363 ± 36 km/s, ce qui correspond à une distance de Hubble de 93,9 ± 6,6 Mpc (∼306 millions d'al).